# No Mother to Guide Her

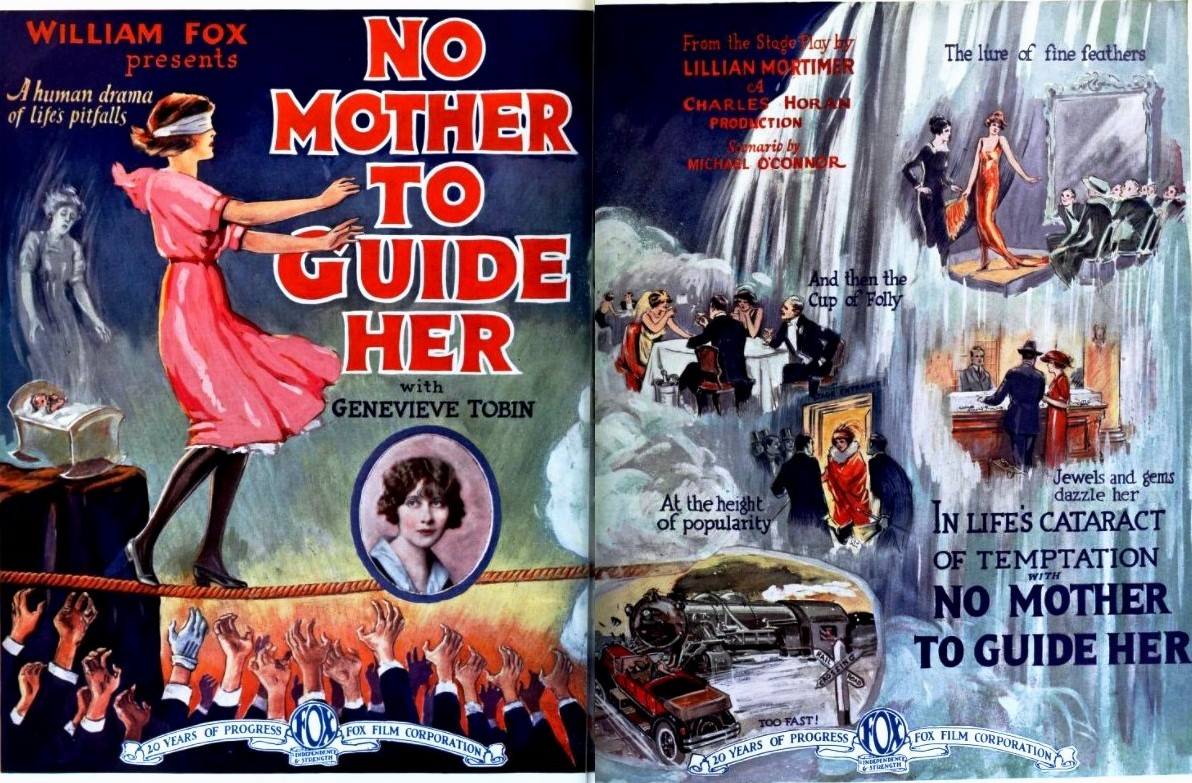
Copertina del film

No Mother to Guide Her è un film muto del 1923 diretto da Charles Horan. La sceneggiatura di Michael O'Connor si basa su No Mother To Guide Her, a Melodrama in Four Acts, lavoro teatrale di Lillian Mortimer andato in scena a New York nel 1905.

## Trama
La ricca Kathleen Pearson è amica da sempre di Mary Boyd, una ragazza che, dopo la morte della madre, è rimasta alla mercé di un padre violento e brutale. Passano gli anni. Kathleen sposa segretamente Donald Walling per poi scoprire che la cerimonia di nozze è stata celebrata da un falso pastore. La donna, rimasta incinta parte con l'amica per un viaggio in Europa da dove le due tornano con un bambino apparentemente illegittimo di cui Mary dichiara di essere la madre. Dopo la morte di Donald, ucciso in un incidente automobilistico, il matrimonio di Kathleen si rivela legale e lei riconosce il bambino che tutti credono sia di Mary. Restituita l'onorabilità all'amica, quest'ultima può sposare l'uomo che ama.

## Produzione
Il film fu prodotto dalla Fox Film Corporation.

## Distribuzione
Il copyright del film, richiesto dalla Fox Film Corp., fu registrato il 18 dicembre con il numero LP19734.
Presentato da William Fox, il film uscì nelle sale statunitensi il 14 ottobre 1923.
Non si conoscono copie ancora esistenti della pellicola che viene considerata presumibilmente perduta.